# Ahwar Nam Iraq
Ahwar Nam Iraq: Khu bảo vệ đa dạng sinh học và cảnh quan sót lại của các thành phố Lưỡng Hà là một quần thể các địa danh được UNESCO công nhận là Di sản thế giới nằm ở phía Nam của Iraq.
Ahwar bao gồm 7 địa điểm, trong đó bao gồm 3 tàn tích thành phố cổ của nền văn minh Sumer và 4 khu vực đất ngập nước từng là một phần của hệ sinh thái ngập nước lớn nhất phía Tây lục địa Á-Âu. Đây cũng là khu vực đầm lầy duy nhất ở Iraq, một trong những hệ thống đầm lầy nội lục lớn nhất thế giới hình thành trong môi trường cực kỳ khô cằn và khắc nghiệt. Trong khi đó, các địa điểm khảo cổ học tại Uruk,Ur và Eridu là các tàn tích của thành phố cổ đại của Sumer và các khu định cư đã phát triển ở miền Nam Lưỡng Hà từ giữa năm 4000-3000 năm TCN ở vùng đồng bằng châu thổ sông Tigris và Euphrates.
- Đầm lầy Hawizeh
- Đầm lầy Qurna (đầm lầy trung tâm)
- Đầm lầy Đông Hammar
- Đầm lầy Tây Hammar
- Thành phố khảo cổ Uruk
- Thành phố khảo cổ Ur
- Địa điểm khảo cổ Eridu